# Faroa fanshawei
Faroa fanshawei är en gentianaväxtart som beskrevs av Peter Geoffrey Taylor. Faroa fanshawei ingår i släktet Faroa och familjen gentianaväxter. Inga underarter finns listade i Catalogue of Life.